# Bulgarian International 2002
Die Bulgarian International 2002 im Badminton fanden vom 18. bis zum 22. September 2002 in Sofia statt.

## Medaillengewinner
| Disziplin    | Gold                                  | Silber                             | Bronze                               |
| ------------ | ------------------------------------- | ---------------------------------- | ------------------------------------ |
| Herreneinzel | Stanislav Pukhov                      | Kasperi Salo                       | Marcus Jansson                       |
| Herreneinzel | Stanislav Pukhov                      | Kasperi Salo                       | Markus Rouvinen                      |
| Dameneinzel  | Elena Sukhareva                       | Petya Nedelcheva                   | Neli Boteva                          |
| Dameneinzel  | Elena Sukhareva                       | Petya Nedelcheva                   | Victoria Hristova                    |
| Herrendoppel | Stanislav Pukhov Nikolai Sujew        | Evgenij Isakov Andrej Zholobov     | Wouter Claes Frédéric Mawet          |
| Herrendoppel | Stanislav Pukhov Nikolai Sujew        | Evgenij Isakov Andrej Zholobov     | Konstantin Dobrev Georgi Petrov      |
| Damendoppel  | Natalia Gorodnicheva Marina Yakusheva | Alexandra Olariu Florentina Petre  | Maria Kolechina Ekaterina Tolstopyat |
| Damendoppel  | Natalia Gorodnicheva Marina Yakusheva | Alexandra Olariu Florentina Petre  | Verena Fastenbauer Simone Prutsch    |
| Mixed        | Nikolai Sujew Marina Yakusheva        | Konstantin Dobrev Petya Nedelcheva | Wouter Claes Nathalie Descamps       |
| Mixed        | Nikolai Sujew Marina Yakusheva        | Konstantin Dobrev Petya Nedelcheva | Andrej Pohar Neli Boteva             |